# Landstraße 49 (Iran)
Die Landstraße 49 ist eine 500 km lange Landstraße im Norden Irans.

## Verlauf

### Provinz Gilan
Die Landstraße 49 geht aus der Autobahn 1 aus. Von dort verläuft sie nördlich, bis sie in Rascht ist. Dort kreuzt sie die Landstraße 22. Danach verläuft sie Richtung Nordosten, wo sie die Ortschaft Bandar Anzali erreicht. Weiter östlich verläuft sie durch die Siedlung Talesch. Wieder weiter nordöstlich trifft sie auf die Grenzstadt Astara, wo auch die Landstraße 16 abgeht. Auf der anderen Seite der Grenze, verläuft sie als M-3 Richtung Lənkəran und am Ende nach Baku.

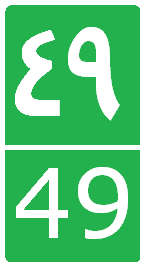
Schild der Landstraße 49.